# Stefan Christmann

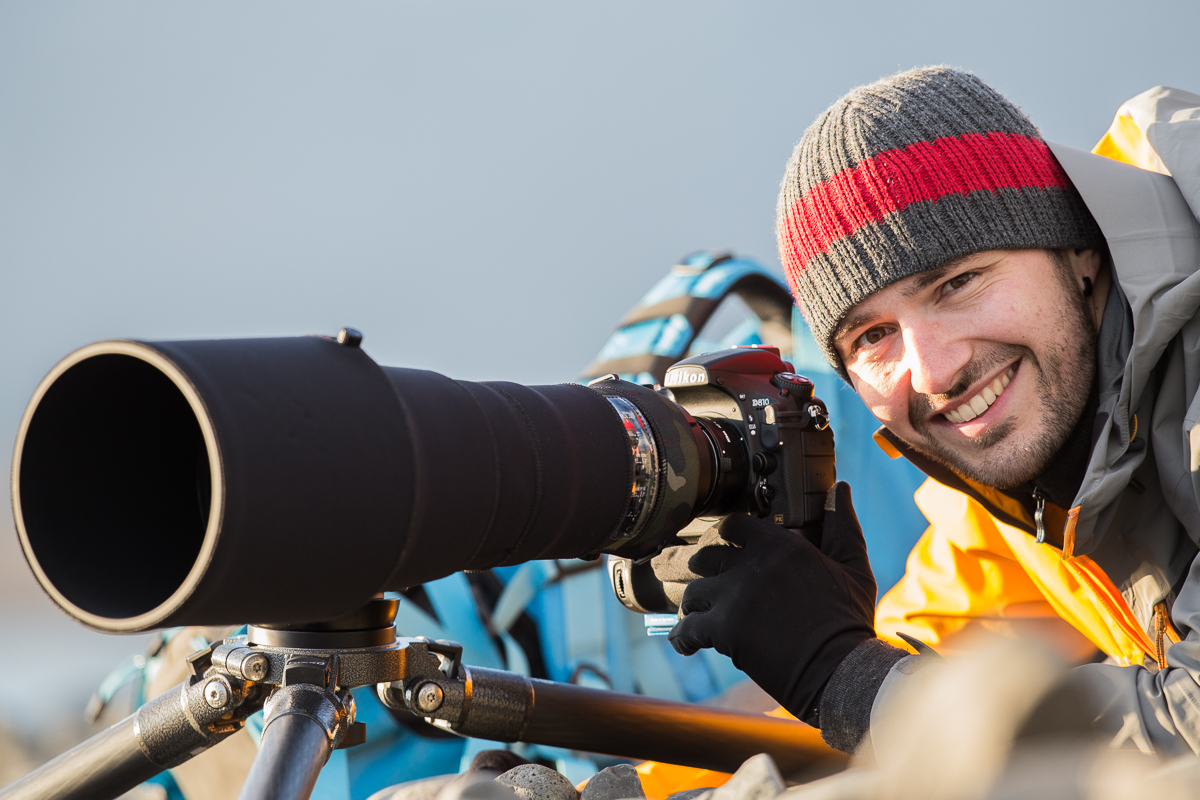
Stefan Christmann 2016 Island

Stefan Christmann (* 6. Oktober 1983 in Koblenz) ist ein deutscher Naturfotograf, Filmemacher und Autor.

## Leben
Stefan Christmann fotografiert seit seiner Jugend. Er spezialisierte sich auf den Bereich Natur- und Tierfotografie und fotografierte in Gebieten wie dem Yellowstone-Nationalpark. 2005 erhielt er als erster internationaler Student ein Stipendium der nordamerikanischen Organisation North American Nature Photography Association (NANPA). Christmann hat im Bereich der Kamera-, Display- und Hardwareentwicklung mitgewirkt.
2012 verbrachte Christmann als Geophysiker 14 Monate auf der deutschen Forschungsstation Neumayer 3 in der Antarktis. Als einer von ca. 350 Antarktis-Überwinterern in der deutschen Polarforschung fotografierte er dabei die Natur der Antarktis während des südpolaren Winters.
2017 reiste Christmann als Expeditionsfotograf und Kameraassistent erneut die Antarktis, als Teil einer vom BBC beauftragten Filmcrew, die das Leben der Kaiserpinguine der Atka-Bucht filmte. Große Teile des Filmmaterials wurden Ende 2018 in der BBC Naturdokumentation BBC Dynasties veröffentlicht (auf Deutsch unter dem Titel Wilde Dynastien). Besondere mediale Aufmerksamkeit erhielt die Filmcrew aufgrund ihrer Rettung in einer Spalte gefangener Pinguine durch das Schaufeln einer Eisrampe, über die die Vögel wieder zurück zur Kolonie gelangten.
Seinen bisher größten Erfolg bei einem fotografischen Wettbewerb feierte Christmann 2019, als er mit einer Auswahl von Kaiserpinguinfotografien beim renommierten Wildlife Photographer of the Year (ausgeschrieben durch das Natural History Museum in London) den Wildlife Photographer Portfolio Award gewann. Aus insgesamt über 48000 Bildeinsendungen wählte die Jury sein Portfolio als bestes naturfotografisches Gesamtwerk.
Im Jahre 2020 veröffentlichte Christmann seinen ersten Fotobildband "Die Gemeinschaft der Pinguine" (Englischer Titel: "Penguin - A Story of Survival") im teNeues Verlag aus Kempen.

## Preise
- 2007: Gewinner des MSU Auslandsstudium Fotowettbewerb[10]
- 2010: Highlight beim Glanzlichter Fotowettbewerb – Bildtitel „Familie vom Mars“ in der Kategorie The Beauty of Plants[11]
- 2010: 7. Platz beim GDT Naturfotograf des Jahres 2010 – "Mount Lichen" in der Pflanzenkategorie[10]
- 2011: 7. Platz beim GDT Naturfotograf des Jahres 2011 – "Abstraktes Totholz" in der Landschaftskategorie[10]
- 2012: Highlight beim Memorial Maria Luisa Fotowettbewerb – Bild eines Eisberges auf dem Meereis mit dem Titel „Rabbit Iceberg“ in der Kategorie für Landschaften[12]
- 2013: Highlight beim Europäischen Naturfotograf des Jahres – Bild junger Kaiserpinguinküken mit dem Titel „Gruppenkuscheln / Group Hug“[13]
- 2013: Highlight beim Nature's Best Fotowettbewerb – Bild junger Kaiserpinguinküken mit dem Titel „Gruppenkuscheln / Group Hug“[14]
- 2014: Highlight beim Glanzlichter Fotowettbewerb – Bild einer Kaiserpinguinkolonie unter dem Polarlicht mit dem Titel „Disco Antarctic Style“[15]
- 2014: Highlight beim Europäischen Naturfotograf des Jahres – Bild eines erfrorenen Kaiserpinguinkükens mit dem Titel „Wind has won“[16]
- 2015: Highlight beim Glanzlichter Fotowettbewerb – Bild junger Kaiserpinguinküken mit dem Titel „Gruppenkuscheln / Group Hug“[17]
- 2018: Finalist beim Australian Antarctic Festival Fotowettbewerb – Bild eines Adeliepinguins mit dem Titel "Adelies crack me up"[18]
- 2019: 8. Platz beim GDT Naturfotograf des Jahres 2019 – "Power Nap" in der Kategorie Säugetiere[19]
- 2019: Sieger beim GDT Naturfotograf des Jahres 2019 – "What'cha got?" in der Kategorie Vögel[19]
- 2019: Sieger beim Nature's Best Windland Smith Rice Fotowettbewerb in der Kategorie "Polar Passion"[20]
- 2019: Highlight beim Europäischen Naturfotograf des Jahres – Bild eines Kaiserpinguinei auf den Füßen eines Pinguins mit dem Titel „Das Ei / The Egg“[21]
- 2019: Gewinner des Wildlife Photographer Portfolio Awards in der 55. Auflage des NHM Wildlife Photographer of the Year[22]

## Veröffentlichungen
- mit Heiderose Fischer-Nagel, Andreas Fischer-Nagel:  Im Reich der Pinguine. Verlag Fischer-Nagel, 2015, ISBN 978-3-93003847-3.
- Design and implementation of an FPGA-driven, hardware-based realtime data reduction system for pixelated photon detectors, Diplomarbeit Universität Tübingen, Juni 2011.
- Gastrointestinal parasite fauna of Emperor Penguins (Aptenodytes forsteri) at the Atka Bay, Antarctica. Parasitology Research, November 2014, Volume 113, Issue 11, S. 4133–4139.
- Bildband: Die Gemeinschaft der Pinguine. Verlag teNeues, 2020, ISBN 978-3961712885.
- Bildband: Penguin - A Story of Survival. Verlag teNeues, 2020, ISBN 978-3961712892.
- mit Eckart von Hirschhausen: Der Pinguin, der fliegen lernte. Verlag dtv, 2025, ISBN 978-3-423-40078-7

## Soziales Engagement
- Mitbegründer der GDT-Jugendgruppe im Jahr 2009[23]
- Berater und Helfer beim Bau des inklusiven Bewegungsparks an der Fils des TV Altenstadt im Jahr 2021 bis 2022